# Synagoge (Tschetschelnyk)

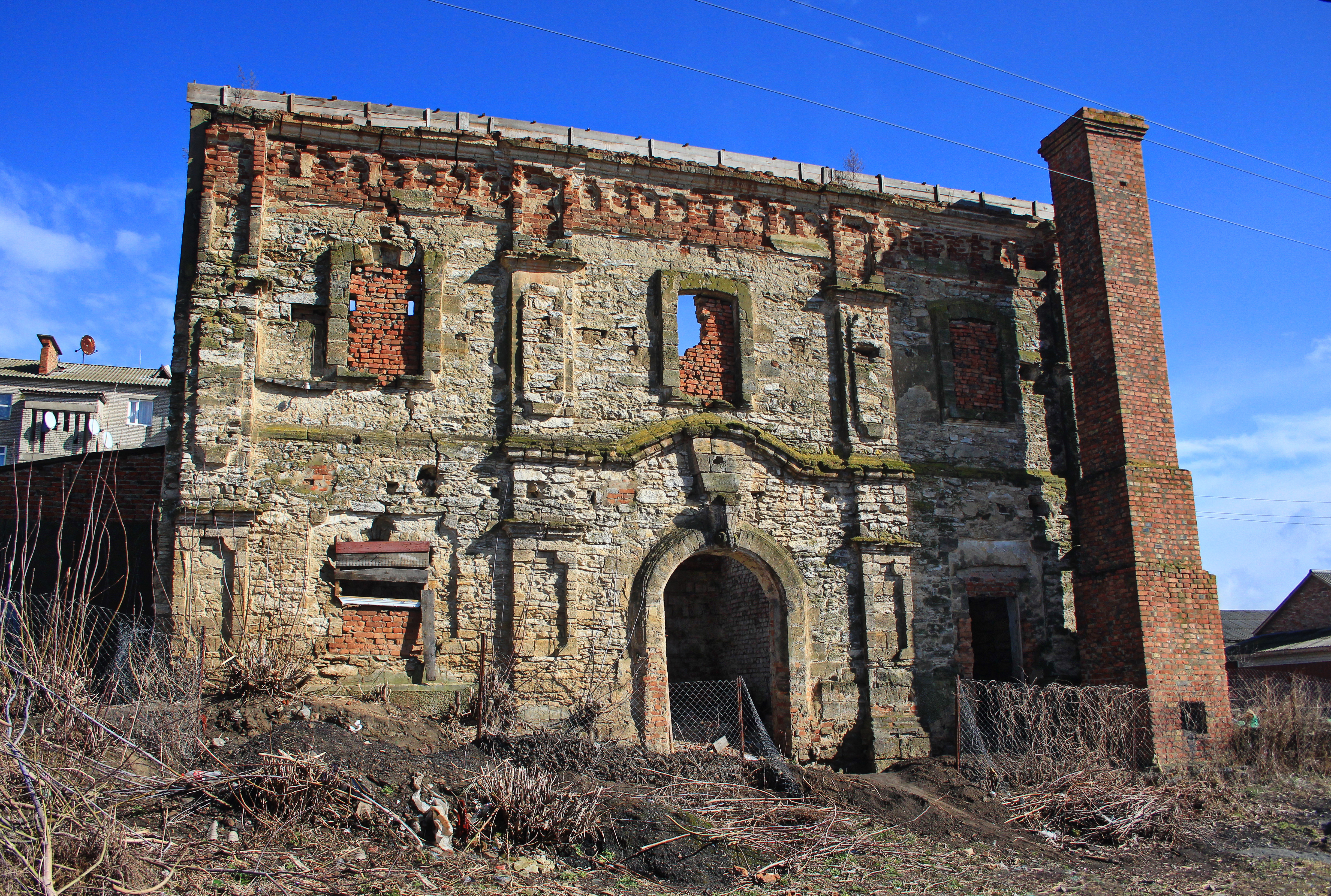
Synagoge in 2018

Die Synagoge in der ukrainischen Stadt Tschetschelnyk in der Oblast Winnyzja wurde im 18. Jahrhundert erbaut. In der Zeit der sowjetischen Herrschaft war sie lange ein Möbelladen, stand ab den 1990er-Jahren leer und verfiel. Seit 2018 ist eine Renovierung geplant.

## Architektur
Das Gebäude ist im Stil des Barocks gebaut, wobei die westliche Seite (der Eingangsbereich) Elemente der Renaissance aufweist. Es ist aus Backsteinen errichtet und war verputzt, allerdings ist der Putz an vielen Stellen abgefallen. Die Westfassade ist durch breite Pilaster in drei Felder unterteilt, während die anderen Seiten eine einfache Struktur aufweisen.
Im Inneren befand sich im Westen die Vorhalle und daran anschließend der Hauptraum (der Gebetsraum der Männer). Der Gebetsraum der Frauen befand sich über der Vorhalle.
Für die Nutzung als Möbelgeschäft wurde in der Haupthalle ein zweites Stockwerk eingezogen, das durch Säulenreihen gestützt wurde. Mehrere Fenster wurden zugemauert und weitere Türöffnungen geschaffen.
Im Inneren sind weder Bima noch Toraschrein erhalten.